# Xã Ensign, Quận Renville, Bắc Dakota
Xã Ensign (tiếng Anh: Ensign Township) là một xã thuộc quận Renville, tiểu bang Bắc Dakota, Hoa Kỳ. Năm 2010, dân số của xã này là 127 người.